# Kaoma
Pour les articles homonymes, voir Kaoma (homonymie).
Kaoma est un groupe de musique franco-brésilien actif de 1989 à 1999 , 2006-2009. connu pour avoir chanté Lambada.

## Membres du groupe
Le groupe est formé d'anciens musiciens de Touré Kunda : Chico (bassiste, originaire de la Martinique), Jacky (guitariste, originaire de la Guadeloupe), Jean-Claude (claviériste, originaire de Toulouse), Michel (batterie et percussions), Fania Niang (choriste sénégalaise de Paris, ancien mannequin notamment pour Jean-Paul Goude[réf. souhaitée]), et Loalwa Braz (chanteuse brésilienne, reconnue dans son pays grâce à une carrière solo bien remplie auparavant), ainsi que Monica Nogueira (chanteuse brésilienne depuis l'âge de 6 ans, aussi reconnue dans son pays).

## Histoire
Le rythme de la lambada a été rapporté en France en 1989 par des producteurs français (dont Olivier Lorsac) qui s'étaient rendus au Brésil.
La Lambada, premier single du groupe, est en fait un plagiat de la chanson Llorando se fue, du groupe bolivien de musique andine Los Kjarkas (la flûte de Pan a été remplacée par l'accordéon dans La Lambada). Ceux-ci feront valoir leurs droits et obtiendront gain de cause en 1991 en percevant les 6 millions de francs (1,3 million d’euros environ) de droits d’auteurs que Kaoma avait indûment reçus.
Le vidéo-clip diffusé en boucle à la télévision a contribué à faire de La Lambada le tube de l'été 1989. En 1989, le titre La Lambada reste classé en France pendant 27 semaines dont 12 semaines numéro 1.
Kaoma sortira d'autres tubes comme Dançando Lambada et Tago Mago.
Chico et Roberta, les deux enfants que l'on voit dans le clip, sortirent eux aussi un 45 tours nommé Frente a frente.
Kaoma a aussi fait une reprise en portugais d'Another Star de Stevie Wonder sous le titre (Fugir)... Outro Lugar. Salomé de Bahia, produite par Bob Sinclar, fera une reprise latin house de leur version qui aura beaucoup de succès.
Loalwa Braz a continué sa carrière solo (album Recomeçar en 2003). Le 19 janvier 2017, elle est retrouvée morte à l'intérieur d'une voiture incendiée à Saquarema, dans la région Região dos Lagos de Rio. Trois hommes sont arrêtés et condamnés pour son meurtre.

## Discographie
- Worldbeat (1989)
- Tribal-Pursuit (1991)
- A La Media Noche (1998)